# Gastronomía de Filipinas
La Gastronomía de Filipinas es la tradición culinaria que se practica entre los habitantes de las islas Filipinas, en el sudeste asiático. Se compone de las cocinas tradicionales de los más de cien grupos étnicos del país, como los bisayos, los chabacanos, los ilocanos, los pampangueños, los pangasinenses o los tagalos. De base austronesia, esta cocina recibe influencias tanto de la cocina china, de otras cocinas del Sureste Asiático, así como de la cocina española debido a tres siglos de colonización. Todo el archipiélago goza de un clima tropical, calor todo el año y lluvias abundantes, lo que garantiza la agricultura todo el año. El arroz es el alimento básico y más extendido en Filipinas, a menudo condimentado con hojas de plátano es la base de casi todos los platos o bien como acompañamiento. También son de vital importancia los productos del mar y el coco.
La dieta filipina consta de tres comidas diarias: agahan o almusal (el desayuno), tanghalian o comida (el almuerzo o comida del mediodía) y hapunan (la cena).

## Historia
Durante el periodo prehispánico en las Filipinas, los métodos culinarios pertenecían a las costumbres de los pueblos austronesios empleados en la preparación de la comida, en ellos prevalece la simple cocción y el asado. Los ingredientes para los platos comunes se obtienen de la flora y la fauna local. Estos platos van desde el kalabaw (búfalos o Bubalus bubalis como nombre científico), el baka (vacuno), el manok (pollo) y el baboy (porcino) así como diversos alimentos fundamentados en marisco. En los años 3200 a. C., las tribus austronesias procedentes del sur de China en la meseta Yunnan-Guizhou y Taiwán se establecieron en la región que ahora se denomina Filipinas. Con estas tribus nónamadas se aportó el conocimiento culinario del arroz, así como de su cultivo, apariciendo en la culinaria filipina una cantidad de recetas de arroz propias de la cultura asiática.

### Influencia china
El comercio directo produjo un intercambio cultural entre las islas filipinas con la China Hokkien durante la Dinastía Song (960–1279 a. C.) en la que las mercancías eran la porcelana, la cerámica, la seda y las especias como el trepang en Luzon. Este contacto cultural temprano con la cultura China introdujo un cierto número de alimentos básicos en la cocina filipina, siendo lo más notable el toyo (salsa de soja; en chino, 豆油; pe̍h-ōe-jī, tāu-yu), tokwa; (tofu; en chino, 豆干; pe̍h-ōe-jī, tāu-koaⁿ), toge (brotes de soja; en chino, 豆芽; pe̍h-ōe-jī, tāu-koaⁿ), y el patis (salsa de pescado), así como el método de stir frying y los procedimientos de saborizar salsas y caldos base. Muchas de estas preparaciones culinarias mantienen sus originales denominaciones Hokkien tales como:  pancit (en chino, 便ê食; pe̍h-ōe-jī, piān-ê-si̍t)(en chino, 扁食; pinyin, biǎn shí), y lumpia (en chino tradicional, 潤餅; pe̍h-ōe-jī, jūn-piáⁿ, lūn-piáⁿ).  La gastronomía china introdujo durante este periodo la comida, y las preparaciones culinarias procedentes de los trabajadores y los comerciales chinos. Fue en este periodo cuando comenzó a ser popular el uso de tallarines (panciterias), y cuando se puede ver platos como el arroz caldo (congee), el sinangag (arroz frito), y el chopsuey.

### Influencia hispana
En 1564 comenzó la conquista de Filipinas, y las islas formaron parte del Imperio Español hasta 1898. La influencia hispana es perceptible en tres aspectos fundamentales:
- En el léxico culinario: almulsal (‘almuerzo’), meryenda (‘merienda’), lamesa (‘mesa’), panyo (‘paño’), kutsara (‘cuchara’), kutsilyo (‘cuchillo’), tinidor (‘tenedor’), dulse (‘dulce’), asukal (‘azúcar’), turon (‘turrón’), ohaldre (‘hojaldre’), sitsaron (‘chicharrón’), longganisa (‘longaniza’), morkon (‘morcón’), menudo (‘menudo’), karniboro (‘carnívoro’), litson (‘lechón’), reseta (‘receta’), prito (‘fritura’), kalamares (‘calamar’), serbesa (‘cerveza’), sarsaparilya (‘zarzaparrilla’), repriherador (‘refrigerador’), imbudo (‘embudo’), el kalamares (‘calamar’), etc.
- Adaptaciones de platos típicos españoles: la paelya o paella filipina, el adobo filipino, la ensaymada o ensaimada filipina, el putsero o puchero filipino, el pikadilyo o picadillo filipino, el arosbalensiyana o arroz a la valenciana, el estopado o estofado filipino, la empanada o panada, etc. Asimismo, los españoles incluyen las frituras, el salteado, el sofrito y otras técnicas culinarias.
- Un hecho diferencial de la cocina filipina con otras de su entorno es que las comidas acaban con un postre, de los cuales una abrumadora mayoría son de origen español, incluyendo el flan.

La transmisión cultural hispana a Filipinas se dio principalmente desde la Nueva España, ya que estas islas se gobernaban desde Ciudad de México, y no fue hasta las independencias hispanoamericanas que España obtuvo el control directo de las islas. Por ello, la influencia española va de la mano de una influencia latinoamericana, introduciéndose por ejemplo las papas o patatas, el maíz (mais en filipino) los pimientos, ajíes o chiles (siling en filipino), el achiote (atsuwete), etc. El aspecto picante de la cocina filipina deriva directamente de la cocina mexicana: los métodos de cocinar el chile, las preparaciones a base de pimiento e incluso las variedades locales de chile de Filipinas (como el chile espada o el chile labuyo), tienen un origen neohispano. También hubo tradiciones culinarias de ida y vuelta, como la morisqueta (hoy consumida tanto en Filipinas como en el occidente mexicano), y alimentos típicos de México que tienen un origen filipino, como la bebida a base de savia de coco llamada tuba, el guinatán o el mango Manila.

## Métodos de cocción
La primera influencia en Filipinas, en la época prehispánica, y se deja notar en la preparación de ciertos alimentos mediante cocción en agua, al vapor, o el asado. Estos métodos se aplican a un amplio rango de alimentos que van desde el carabao (búfalo de agua), vaca, pollo y cerdo, pasando por marisco, pescado, moluscos, etc. Los malayos cultivaron el arroz en Asia desde el 3200 a. C.  Las rutas comerciales en la época prehispánica se hicieron con China y la India introduciendo en la dieta filipina usos de toyo (salsa soja) y patis (salsa de pescado), así como el método de  y la elaboración de sopas al estilo asiático.

## Evolución de la cocina
La llegada de los españoles hizo que se cambiaran algunas costumbres culinarias, introduciéndose los chiles, la salsa de tomate, el maíz y el método de saltear con ajo denominado guisado y que actualmente se puede encontrar definido con esta palabra en la cocina filipina. El conservado de algunos alimentos con vinagre y especias se emplea hoy en día y es un método introducido por los españoles en la cocina local. Existen en la cocina filipina adaptaciones a platos españoles y que son muy populares como son la paella que en la versión filipina es una especie de arroz valenciana, locales de Chorizo, escabeche y adobo. 
Durante el siglo XIX, la cocina china empezó a ejercer su influencia en forma de panciteria o tiendas de fideos que se empezaron a establecer por todo el territorio, en algunas ocasiones se mezclan los nombres de esta forma se tiene el arroz caldo (arroz y pollo en un caldo) y la morisqueta tostada (un término antiguo para el sinangag o arroz frito). 
Desde comienzos del siglo XX la aparición de otras culturas trajo otros estilos y por eso es que actualmente se nota la influencia de la cocina estadounidense, francesa, italiana y japonesa, así como la introducción de nuevos procesos culinarios.

## Ingredientes comunes
Como ocurre en la mayoría de los países asiáticos, el alimento básico de Filipinas es el arroz. A menudo se prepara al vapor y es servido durante las principales comidas. El arroz sobrante se suele freír con ajos para hacer sinangag, que se sirve generalmente en el desayuno junto con un huevo frito y carne curada o salchichas. El arroz a menudo se mezcla con diferentes salsas o con el caldo de otros platos. En algunas regiones, el arroz se mezcla incluso con leche condensada, cacao o café. La harina de arroz se utiliza en la fabricación de dulces, tortas y otros pasteles. Aunque el arroz es el principal alimento básico, el consumo de pan está también bastante extendido.
Una gran variedad de frutas y hortalizas se suelen utilizar para cocinar. Los plátanos, calamondinas, pulpa y leche de coco, guayaba, mangos, papayas o piñas proporcionan un toque tropical a muchos platos. También se usan muchas verduras de hojas verdes como la espinaca, la col china, el repollo, la berenjena o las judías verdes. La combinación de tomates, ajos y la cebollas se encuentra en muchos platos. Algunas legumbres como las patatas, zanahorias, el Taro, la mandioca, el ube y el camote, también encuentran su lugar en la cocina filipina. Otras especialidades son el camote y un cierto tipo de plátano llamado saba que puede ser frito y rebozado con azúcar moreno. 
Entre las carnes se incluye el pollo, la carne de cerdo, la carne de res y una gran cantidad de pescado. Los mariscos son igualmente populares y muy abundantes debido a tratarse de un archipiélago. Entre los más populares se encuentran el tilapia, el  bagre, el chano (localmente llamado bangús), el mero, la caballa, el pez espada, el atún, los camarones, las gambas, las ostras, los mejillones, las almejas, la sepia, los calamares, los cangrejos, etc. También son populares las algas preparadas de diversas maneras.
La comida es a menudo servida con diferentes salsas y los alimentos fritos a menudo son sumergidos en vinagre. También se usa mucho la salsa de soja, el jugo exprimido de  kalamansi, o una combinación de los dos. La raíz de jengibre y el chili también son condimentos que a menudo se agregan a los platos.

## Métodos de preparación (recetas)
Algunas de las palabras en tagalo que se utilizan para describir diferentes métodos de preparación en la gastronomía filipina son las siguientes:

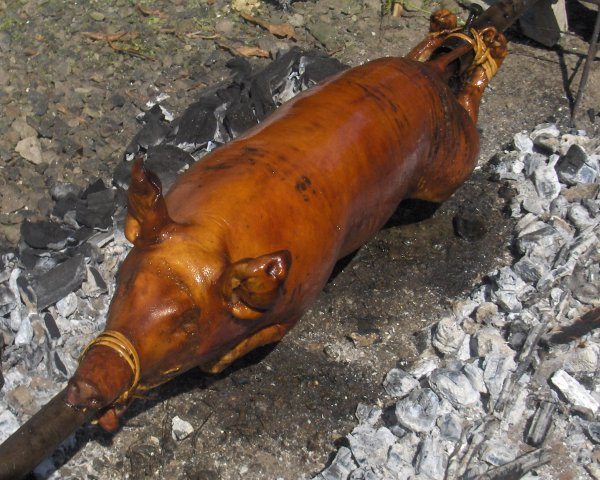
El "lechón" es muy popular en Filipinas, aunque allí esta palabra no se refiere solo al cochinillo y puede ser utilizada para otras carnes como el pollo, etc.

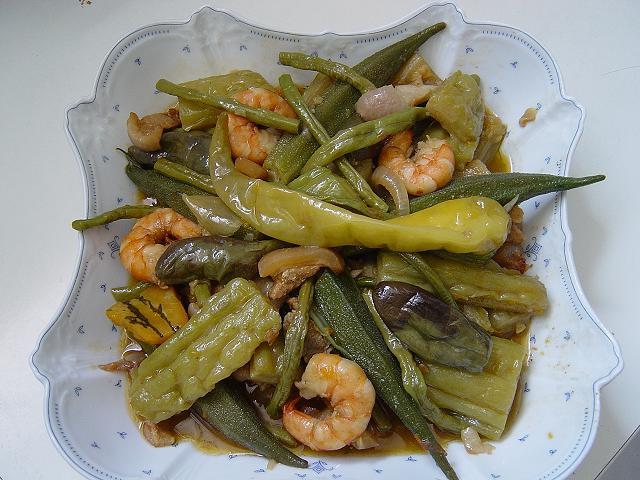
Pinakbet con gambas.

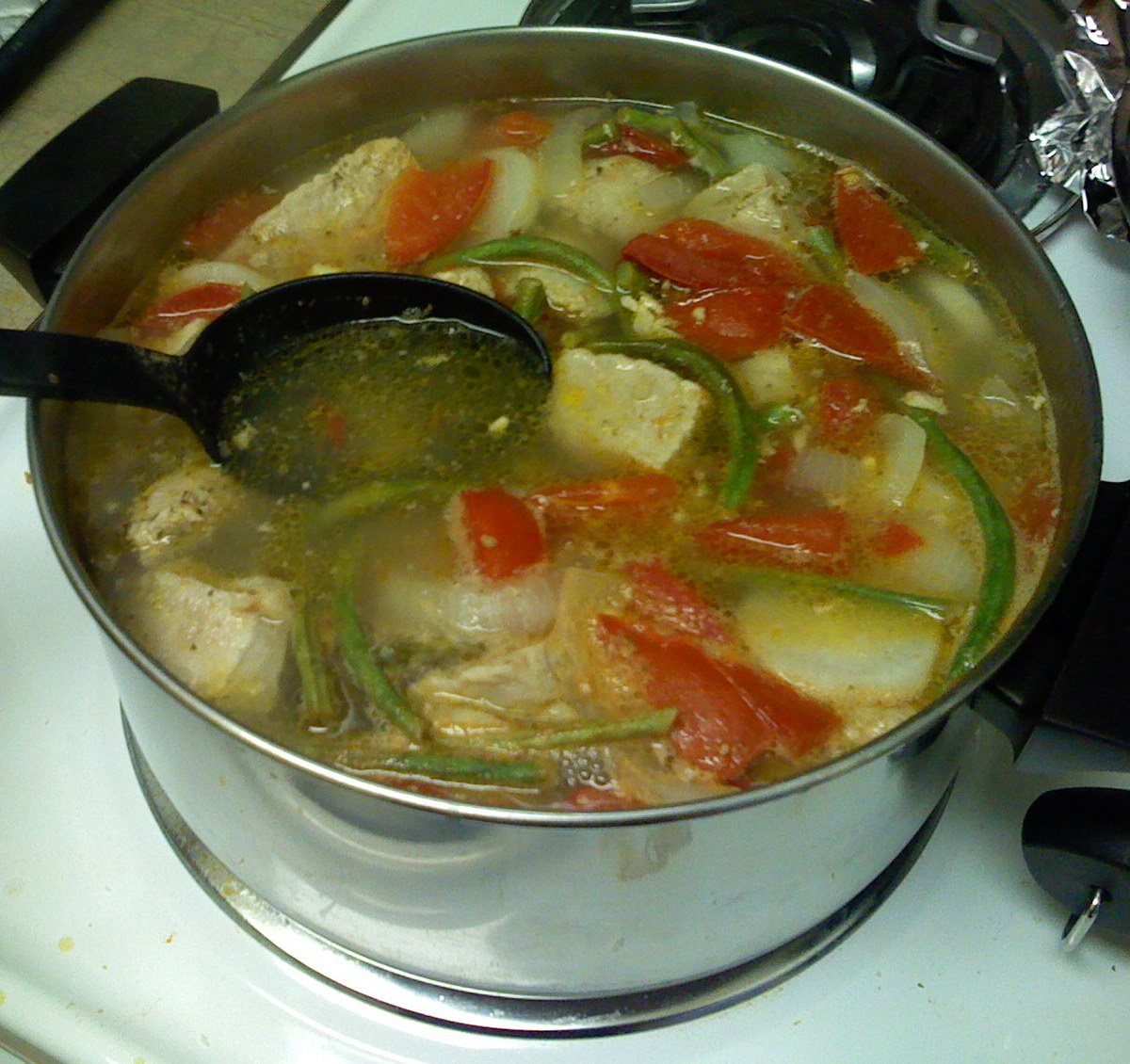
Sinigang na Baboy, una sopa de cerdo y tamarindo.

- "Adobo / Inadobo"- Suele referirse a un guiso de carne marinada en vinagre, aceite, ajo y salsa de soja, aunque también podría referirse sólo a cocinar en una sartén china con aceite ligero, ajo y sal.
- "Babad / Binabad / Ibinabad"- aderezado.
- "Banli / Binanlian / Pabanli"- ligeramente hervido.
- "Bagoong / Binagoongan / - sa Bagoong"- cocinadas con bagoong, una pasta de pescado fermentado .
- "Binalot"- literalmente, "envuelto". Esto generalmente se refiere a los platos envueltos en hojas de plátano o papel de aluminio.
- "Buro / Binuro"- fermentado.
- "Busa / Pabusa"- tostadas con ajo y una pequeña cantidad de aceite de cocina.
- "Daing / Dinaing / Padaing"- aderezado con ajo, vinagre, y pimienta negra.
- "Guinataan / sa Gata"- cocinado con leche de coco.
- "Guisa / Guisado / Ginisa"o"Gisado"- salteados con ajo, cebolla y / o tomates.
- "Halabos / Hinalabos"- se refiere sobre todo a los mariscos cuando se cocinan al vapor en su propio jugo.
- "Hilaw / Sariwa"- crudo (para carnes, frutas y hortalizas).
- "Hinurno"- cocido en un horno o asado.
- "Ihaw / Inihaw"- a la parrilla sobre las brasas.
- "Kinilaw" - Aliñado con vinagre o zumo de calamansi junto con ajo, cebolla, jengibre, tomate, chili y pimienta.
- "Laga / Nilaga / Palaga"- hervido, a veces con cebolla y pimienta negra.
- "Nilasing"- cocinado con una bebida alcohólica ". "Intoxicado con alcohol", literalmente,
- "Lechón / Litson / Nilechon"- asado en un asador. Al contrario que en español, "Lechón" puede referirse a cualquier tipo de animal
- "Lumpia"- envuelto con una capa comestible.
- "Minatamis"- cocido con azúcar o con otros edulcorantes, tales como la panucha (panela).
- "Pinakbet"- cocinado con verduras como judías verdes, calabaza, berenjena, melón amargo, etc..
- "Paksiw / Pinaksiw"- cocido en vinagre.
- "Pangat / Pinangat"- hervido en agua con sal y tomates.
- "Palaman / Pinalaman"- "lleno", como en siopao,, aunque "palaman" también se refiere al relleno de un sándwich.
- "Pinakuluan"- hervido.
- "Piniato"- Crocante
- "Prito / Pinirito"- frito.
- "Pasingaw"- al vapor, por lo general con una hoja de plátano.
- "Relleno / Relyeno"- Relleno.
- " Tapa / tinapa " - secado y ahumado. Tapa se refiere a la carne tratada de esta manera, mientras que Tinapa se asocia casi exclusivamente con pescado ahumado.
- "Sarza / Sarciado"- cocinado con una salsa espesa.
- "Sinangag"- arroz frito con ajos.
- "Sigang / Sinigang " - cocidos, generalmente con un tamarindo de base. Otras variantes de base son: guayaba, mango, calamansi, y casi cualquier otra fruta con sabor agrio.
- "Tosta / Tinosta / Tostado"- tostada, como en los polvorones o el Tostado Mamón.
- "Torta / Tinorta / Patorta"- huevos cocinados como en una tortilla.
- "Totso / Totcho"- cocinado con frijoles fermentados negros. Es tanto el nombre de un método de cocinado como de un plato.